# Barrio H5
H5 es uno de los sectores que conforman la ciudad de Cabimas en el estado Zulia (Venezuela), pertenece a la parroquia San Benito. 

## Ubicación
Se encuentra entre los sectores Federación I al norte (carretera H), terrenos baldíos al este (Av. 53),  Santa Rosa II al sur y el sector  El Milagro al oeste (Av. 52).

## Zona Residencial
H5 recibe su nombre de una estación de flujo de petróleo que se encuentra enfrente del sector y que lo precedió. Los vecinos se acostumbraron a dar la estación como punto de referencia y el lugar quedó como H5. En la nomenclatura de la VOC H5 es una parcela de terreno delimitada entre las carreteras G y H y entre las avenidas 51 y 54. El sector H5 como tal es pequeño y con poca densidad de casas. A su vez le da nombre a una ruta de transporte, la ruta alterna H5 de la línea H y Cabillas.

## Vialidad y Transporte
La única calle asfaltada de H5 es la carretera H, las demás son caminos de tierra. La ruta alterna H5 a la que el sector le da nombre de la línea H y Cabillas pasa por ahí.